# William Whewell
Whilliam Whewell, född 24 maj 1794, död 6 mars 1866, var en brittisk forskare och filosof. 
Whewell var 1828-32 professor i mineralogi och 1838-55 i moralfilosofi vid Cambridges universitet. Han bidrog kraftigt till reformerandet av den matematiska undervisningen i Cambridge samt till införandet av praktisk filosofi och naturvetenskaper 
som läroämnen. Han författade bland annat Astronomy and general physics, considered in reference to natural theology (1833, ny upplaga 1864; svensk översättning "Astronomi och allmän physik", 1842), History of the inductive sciences (1837; 3:e upplagan 1857), Philosophy of the inductive sciences (1840; i omarbetad form, 3 delar, 1858-60), utgörande en kunskapslära, som hävdade om Kants erinrande idéer och därigenom bröt med den engelska filosofins empiriska grundriktning, samt Elements of morality, including polity (1845; 3:e upplagan 1854), Lectures on systematic morality (1846) och Lectures on the history of moral philosophy in England (1852; 3:e upplagan 1862), i vilka han intar en intuitionistisk moralisk ståndpunkt. Därjämte översatte han Grotius De jure belli et pacis (1853), Goethes Hermann und Dorothea med mera.